# Ластовиця рудогорла
Ластови́ця рудогорла (Orochelidon flavipes) — вид горобцеподібних птахів родини ластівкових (Hirundinidae). Мешкає в Андах.

## Опис
Довжина птаха становить 12 см, вага 10,6 г. Голова і верхня частина тіла темно-сині, блискучі, крила, хвіст і гузка більш чорні. Підборіддя темне, горло рудувато-охристе, груди білі з коричнюватим відтінком, живіт білий. Нижня сторона крил, боки і стегна чорнувато-коричневі. Хвіст дещо загострений. Райдужки темно-карі, дзьоб чорний, внутрішня частина дзьоба рожева, лапи рожеві. Виду не притаманний статевий диморфізм. У молодих птахів пера на гузці мають бліді краї.

## Поширення і екологія
Рудогорлі ластовиці мешкають в Андах у Венесуелі (Кордильєра-де-Мерида), Колумбії, Еквадорі, Перу і Болівії. Вони живуть у вологих гірських і хмарних тропічних лісах та в карликових лісах, на висоті від 2100 до 3400 м над рівнем моря. Зустрічаються зграйками до 10-14 птахів, іноді до 50 птахів. Живляться комахами, яких ловлять в польоті над верхівками дерев. сезон розмноження триває з липня по вересень. Гніздяться в норах.